# Shattuckiet

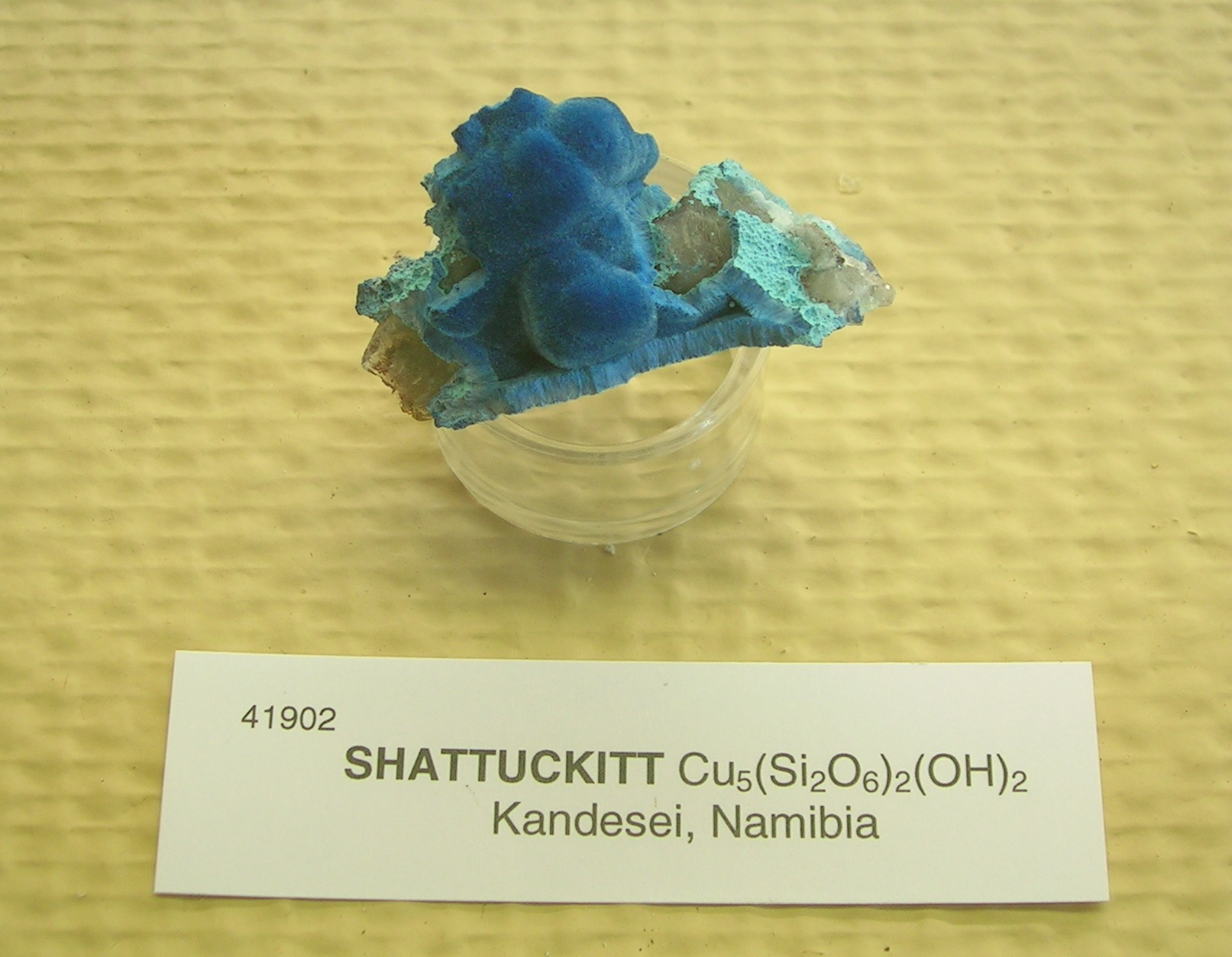
Shattuckiet

Het mineraal shattuckiet is een koper-silicaat met de chemische formule Cu5Si4O12(OH)2. Het mineraal behoort tot de inosilicaten.

## Eigenschappen
Het doorzichtig tot doorschijnend (donker)blauwe of groene shattuckiet heeft een glasglans, een blauwe streepkleur en de splijting is perfect volgens de kristalvlakken [100] en [010]. De gemiddelde dichtheid is 3,8, het kristalstelsel is orthorombisch en het mineraal is niet radioactief.

## Naamgeving
Het mineraal shattuckiet is genoemd naar de kopermijn Shattuck in Arizona, waar het mineraal voor het eerst beschreven is.

## Voorkomen
Shattuckiet is een secundair mineraal dat gevormd wordt in de buurt van malachiet-afzettingen. De typelocatie is de Shattuck mijn vlak bij Bisbee, Cochise County, Arizona, Verenigde Staten.